# Carl Jordan (Maler)

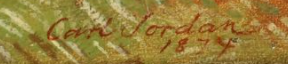
Signatur von Carl Jordan

Carl Jordan (auch Karl Jordan, * 14. Februar 1826 in Ballenstedt; † 5. Januar 1907 ebenda) war ein deutscher Landschafts- und Porträtmaler sowie Illustrator.

## Leben

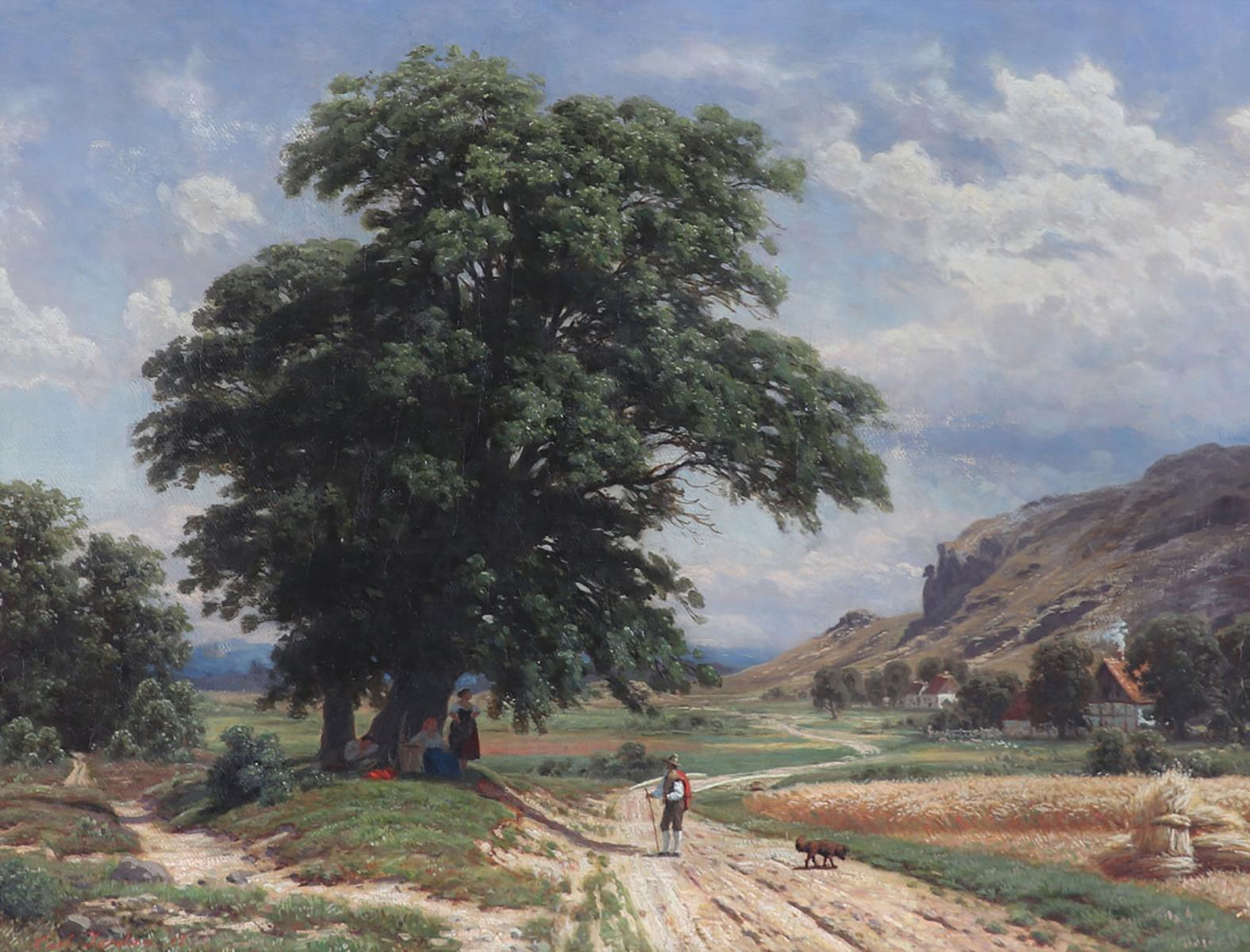
Carl Jordan (1871): „Landschaft mit Wanderer und Rastenden“

Abgesehen von Jordans Geburts- und Sterbedaten sowie den überlieferten Werken sind keine weiteren Details über sein Leben bekannt.
Zu Jordans Auftragsarbeiten zählen Bleistiftzeichnungen als Vorlage für Illustrationen der Illustrirten Zeitung (siehe unten) und vor allem das 1869 zusammen mit Georg Engelhardt erstellte Panorama vom Gipfel der Kreuzspitze. Auftraggeber für das Panorama war der „Gletscherpfarrer“ und Pionier des Alpinismus Franz Senn. Das Panorama gilt in der Glaziologie als präzise und wichtige Dokumentation der Gletscherstände in den Ötztaler Alpen um Vent während der Kleinen Eiszeit.

## Werke (Auswahl)

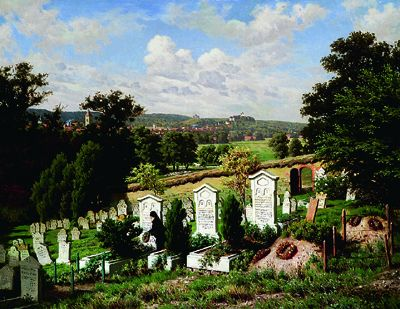
„Jüdischer Friedhof auf dem Lande“ (1872)
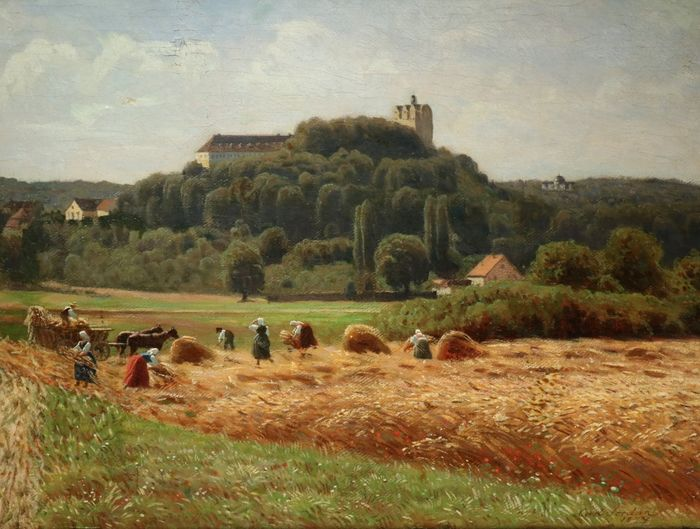
„Einbringung der Ernte“ (1874)
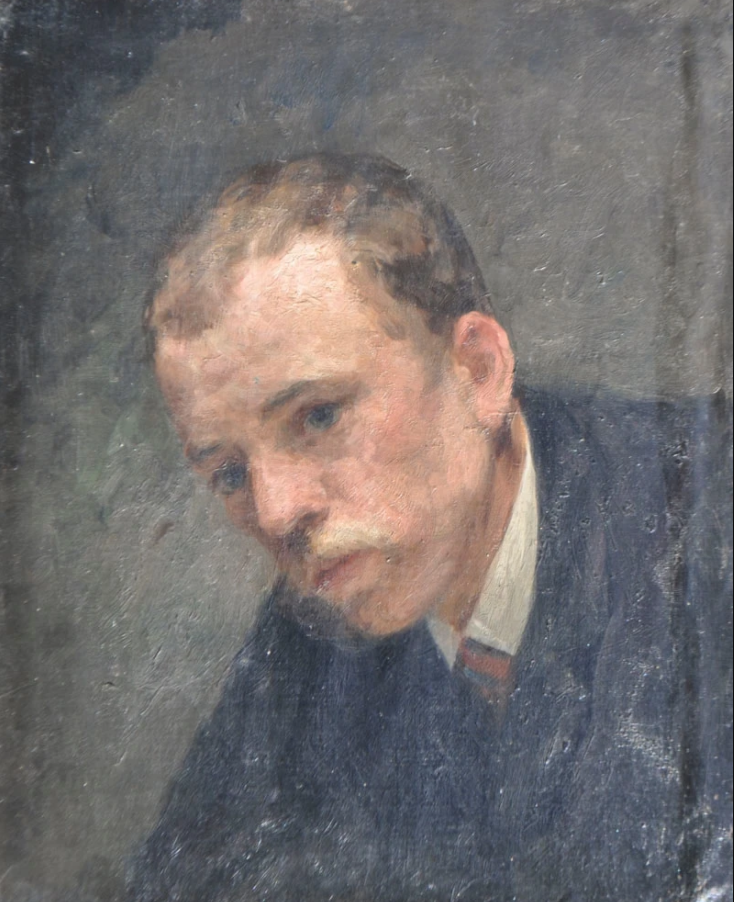
„Porträt eines jungen Mannes“
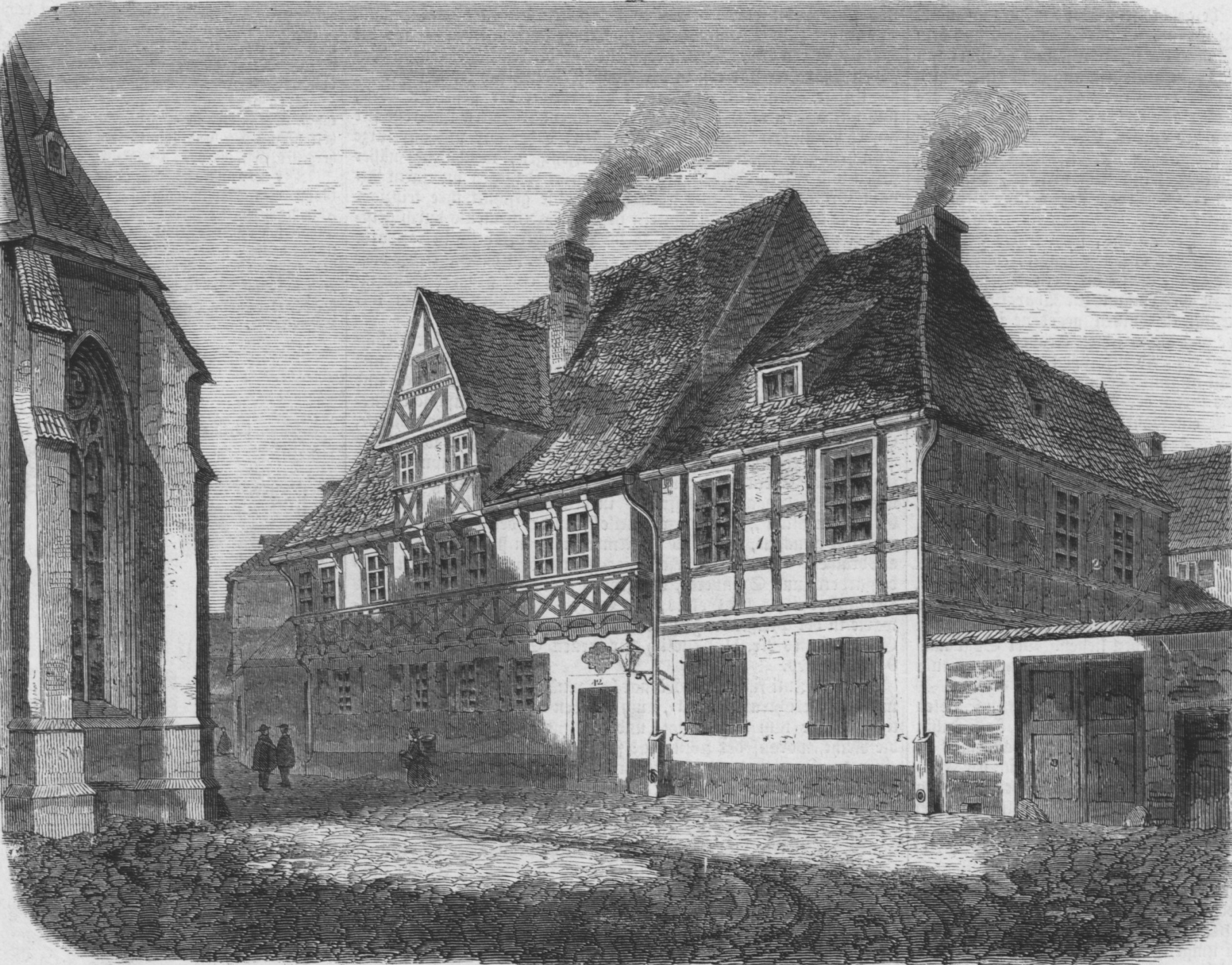
Gleims Haus in Halberstadt
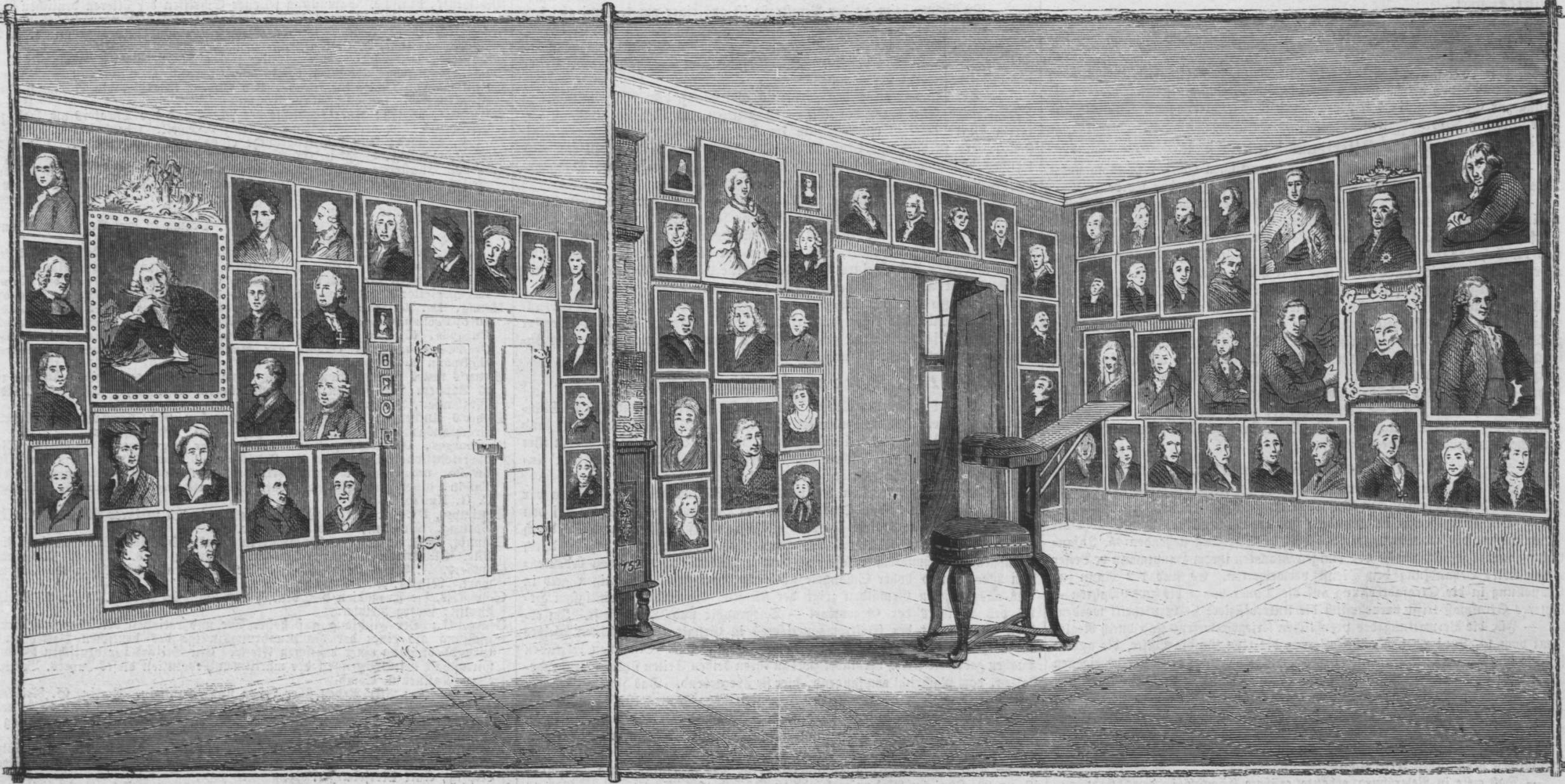
Freundschaftstempel von Johann Wilhelm Ludwig Gleim